# Maternal
Das Attribut maternal (lateinisch maternus „mütterlich, der Mutter“) beschreibt in der Genetik die Vererbung über die mutterseitige Abstammungslinie, beispielsweise die maternale Ausprägung eines Gens oder die maternale Herkunft der Zustandsform eines Gens (Allel). Das Attribut paternal beschreibt die biologische Herkunft von der Vaterseite.
Im Unterschied dazu bezeichnet matrilinear in den Sozialwissenschaften die Eingrenzung der familiären Herkunft einer Person auf ihre mütterliche Seite: „(nur) in der Linie der Mutter“ (Mütterlinie).